# Darko Jurković

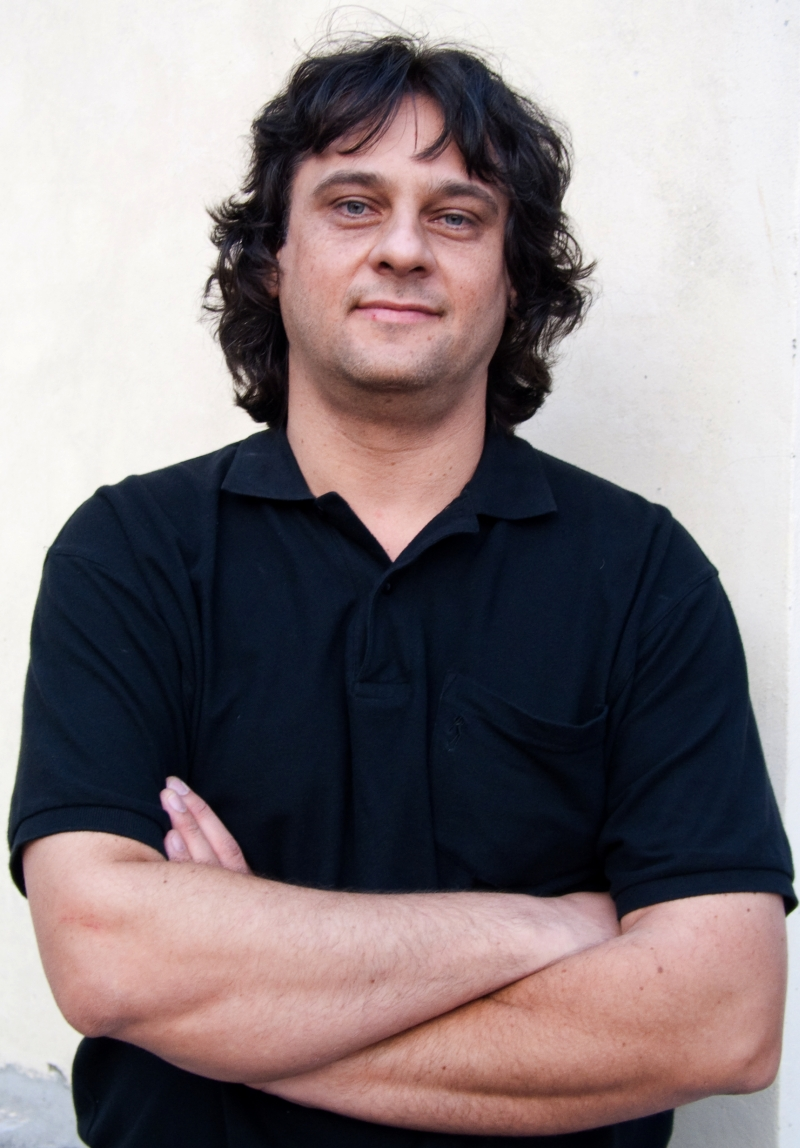
Darko Jurković

Darko „Charlie“ Jurković (* 20. April 1965 in Rijeka) ist ein kroatischer Jazzgitarrist.

## Leben und Wirken
Jurković erhielt zunächst eine klassische Musikausbildung auf der Geige, bevor er sich mit 15 Jahren für den Jazz und die Gitarre interessierte. Beeinflusst durch Pat Metheny, John Scofield und vor allem Stanley Jordan widmete er sich diesem Instrument. Ähnlich wie Jordan begann er, auf dem Instrument mit beiden Händen Töne zu erzeugen; diese Technik des Two-Hand-Tapping beherrscht er vollständig, so dass er gleichzeitig auf zwei Gitarren Melodie und Bass spielen kann. Bis 1997 studierte er auf der Grazer Hochschule für Musik und darstellende Künste bei Harry Pepl, um mit dem Magister zu absolvieren.
Dann arbeitete er im Kvartet Sensitive, im Europlane Orchestra und in der Band von Boško Petrović, zudem mit Emil Spányi sowie Gino Comisso, aber auch im Trio von František Uhlíř (u. a. Live-Aufnahmen mit Dusko Goykovich). Unter eigenem Namen legte er drei Alben und zwei als Ko-Leader vor. Er tourte nicht nur durch Mitteleuropa, Frankreich und die Türkei, sondern auch in Südamerika.

## Preise und Auszeichnungen
Jurković wurde in den Jahren 2000, 2002, 2003, 2004, 2006, 2007 und 2008 mit der Auszeichnung der Kroatischen Musikerunion für den besten Jazzgitarristen bedacht; auch gewann er den Porinpreis.

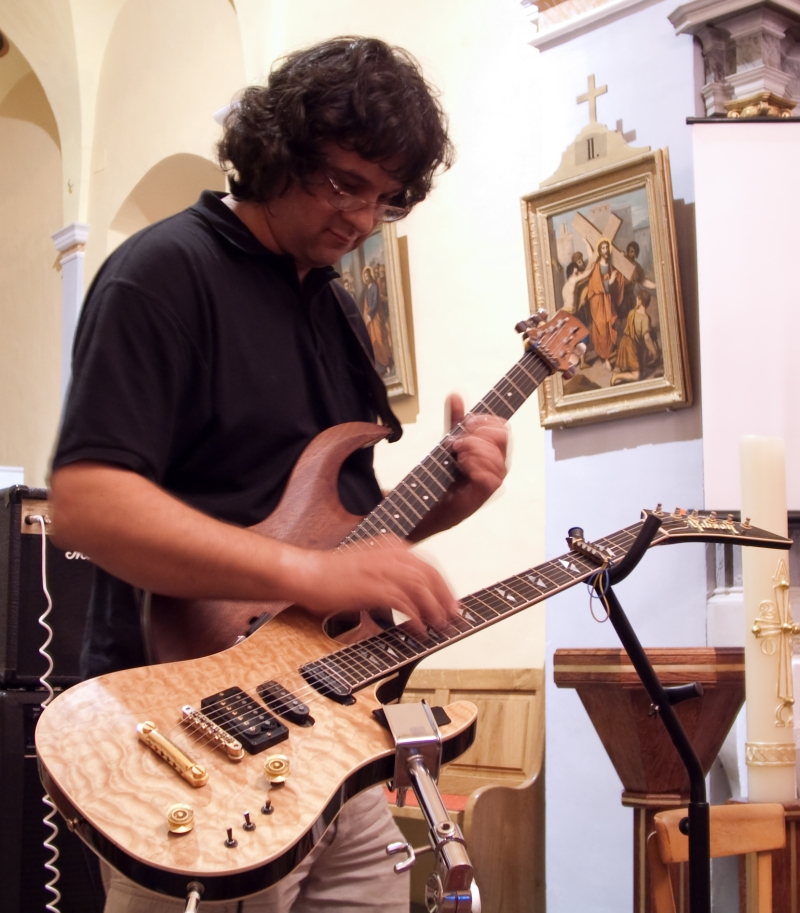
Darko Jurković beim two hand tapping

## Diskographische Hinweise
- My Contribution (Gis Records, 1999)
- Live 2002 (JUH Music, 2003)
- František Uhlíř May Be Later (Vltava/Arta, 2008)
- Alla Maniera (SIPA, 2010)
- Goran Končar & Darko Jurković Jazz Quartet Meeting Point (Croatia Records, 2015)
- Matija Dedić & Darko Jurković Charlie Jazzy Bach (Croatia Records, 2015)